# Hasso von Wedel (Offizier)

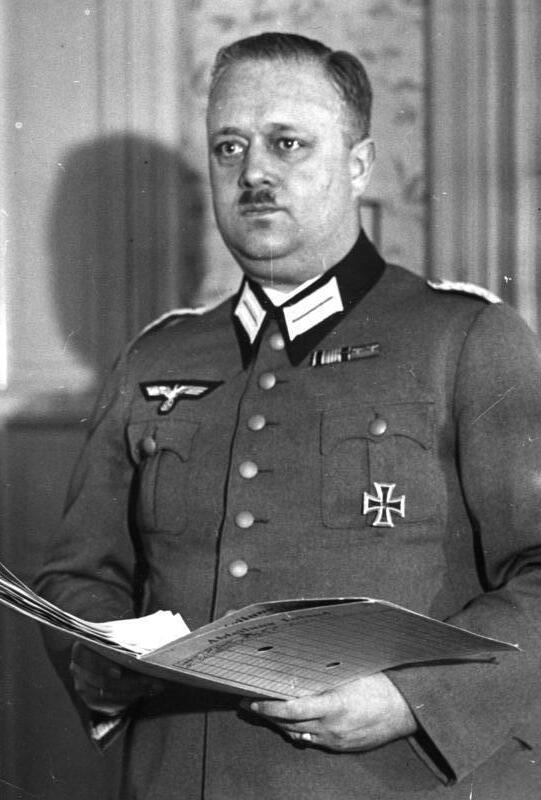
Hasso von Wedel (1938)

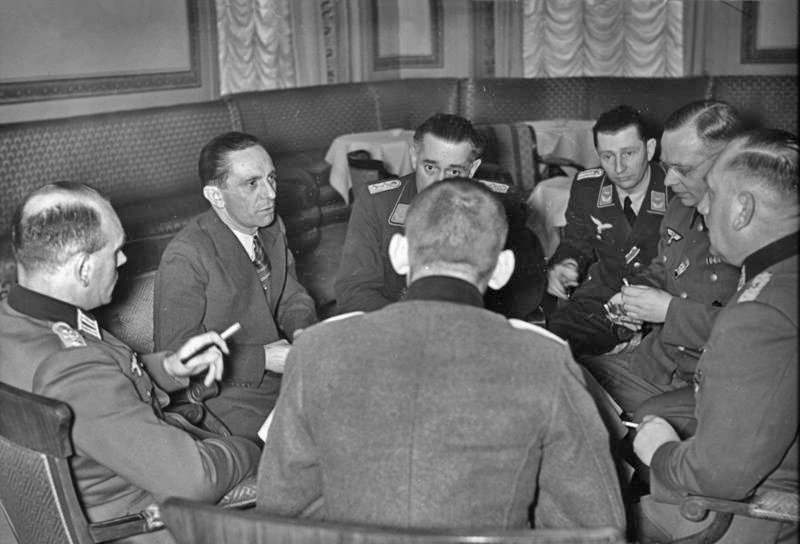
Joseph Goebbels am 28. Januar 1941 im Gespräch mit Chefs der Propaganda-Kompanien der drei Wehrmachtteile; ganz rechts (im Profil) Hasso von Wedel

Hasso Eduard Achaz von Wedel (* 20. November 1898 in Stargard in Pommern; † 3. Januar 1961 in Gehrden) war ein deutscher Offizier, zuletzt Generalmajor sowie Leiter der Wehrmachtpropaganda.

## Leben
Von Wedel nahm am Ersten Weltkrieg teil, in dem er am 20. November 1915 zum Leutnant befördert und bis Kriegsende mit dem Eisernen Kreuz II. und I. Klasse ausgezeichnet wurde.
Später erfolgte seine Übernahme in die Reichswehr, wo Wedel als Kompanieoffizier im 4. (Preußischen) Infanterie-Regiment verwendet wurde. Hier wurde er am 1. April 1925 zum Oberleutnant sowie am 1. Februar 1932 zum Hauptmann befördert. Als Major (seit 1. Januar 1936) folgte 1937 seine Versetzung in den Generalstab. 1938 wurde er Pressechef der Abteilung Inland im Oberkommando der Wehrmacht (OKW), im April 1939 Leiter der neugegründeten Abteilung für Wehrmachtpropaganda im OKW, die 1942 zur Amtsgruppe für Wehrmachtpropaganda im OKW (OKW/WPr) erweitert wurde; u. a. unterstanden ihm damit die deutschen Propagandakompanien.
Nach den Recherchen des an der Gedenkstätte Yad Vashem tätigen israelischen Historikers Daniel Uziel verfolgte von Wedel einen strikt antisemitischen Kurs, auch was sein Verhalten gegen „jüdische Mischlinge“ in seinem Befehlsbereich anging. So verfügte er nach einer Personalüberprüfung gegen den Angehörigen der Propaganda-Abteilung, Kurt Zentner, laut Protokoll seines Adjutanten vom 7. November 1941:

„Der gemeine Soldat Dr. Kurt Zentner, der bei der Gruppe IV dient, ist ein Mischling. Die Befehlshaber der W[ehrmachts]Pr[opaganda] wollen keinen Mischling als offiziellen Angehörigen im OKW haben. Er wird unverzüglich zu seiner ursprünglichen Einheit zurückgeschickt. Der Befehlshaber ordnet an, Zentners Zugehörigkeit zur WPr von der PEA sofort zu beenden.“

1943 wurde er zum Generalmajor befördert. Nach der bedingungslosen Kapitulation der Wehrmacht geriet er 1945 in Kriegsgefangenschaft und wurde 1947 entlassen.
Nach dem Krieg dokumentierte von Wedel im Auftrag des Bundesarchivs den Auftrag, Aufbau und Einsatz der Abteilung für Wehrmachtpropaganda im OKW. Wedels Arbeit basierte wesentlich auf Kurt Hesses 1946 und 1947 in der Operational History (German) Section der kriegsgeschichtlichen Abteilung der amerikanischen Streitkräfte erarbeiteten, unveröffentlichten Darstellung der Wehrmachtpropaganda im Zweiten Weltkrieg.  Wedels Dokumentation diente – so der damalige Direktor des Bundesarchivs Karl G. Bruchmann in seinem Vorwort – Erich Murawski als Basis für seine 1962 veröffentlichte Studie zum Wehrmachtbericht, dessen Erstellung zu den wesentlichen Aufgaben von Wedels Abteilung gehörte.
In der Sowjetischen Besatzungszone wurden zahlreiche seiner Schriften auf die Liste der auszusondernden Literatur gesetzt.

## Schriften (Auswahl)
Autor
- Schießtechnik und Taktik des einzelnen f. M.G. in 26 Kampfaufgaben mit Lösungen. Verlag „Offene Worte“, Berlin 1928.
- Der Schütze. Hilfsb. f. d. Dienstunterricht d. Rekruten d. Schützenkompanie. R. Schröder, Berlin 1935.
- Der s. M.-G.-Schütze. Hilfsb. f. d. Schützen u. Fahrer e. M.-G.-Komp. R. Schröder, Berlin 1935.
- Das neue deutsche Heer (= Lichtbildreihe; W 1, Bildband Nr. 345). Deutsche Lichtbild-Gesellschaft, Berlin 1936.
- Der Fernsprecher. Hilfsb. f. d. Dienstunterricht d. Fernsprech-Rekruten d. Nachrichtentruppe u. d. Truppennachrichtenverbände. R. Schröder, Berlin 1936.
- mit Otto von Rohr: Der Kanonier. Hilfsb. f. d. Kanonier u. Fahrer d. leichten Feldhaubitz-Batterie betreffend d. 1. F.-H. 16 u. d. 1. f.-H. 18. 2. durchgesehene Auflage unter Berücksichtigung aller neuen Vorschriften und inzwischen eingetretenen Änderungen. R. Schröder, Berlin 1937/38.
- mit Ernst Haidlen: Der Panzerabwehrschütze. Hilfsbuch f. d. Ausbildg d. Schützen u. Fahrers d. mot. Panzerabwehrkompanien. Unter Berücks. aller neuen Vorschriften. R. Schröder, Berlin 1938.
- Wehrerziehung und Volkserziehung. Hanseatische Verlags Anstalt, Hamburg 1938.
- Das großdeutsche Heer (= Lichtbildreihe; W 4, Bildband Nr. 420). Deutsche Lichtbild-Gesellschaft, Berlin 1938.
- Das großdeutsche Heer (= Schriften der Hochschule für Politik; 2, H. 25). Junker & Dünnhaupt, Berlin 1939.
- Die 37. Division greift an. Ein Buch vom neuen deutschen Heer. Mit Bildern von Erich Döbrich. Breitkopf & Härtel, Leipzig sowie Junge Generation, Berlin 1939.
- Zwanzig Jahre deutsche Wehrmacht. Mittler, Berlin 1939.
- Großdeutschlands Wehrmacht. Industrieverlag Spaeth & Linde, Berlin und Wien 1940.
- mit Henrich Hansen: Der Kampf im Westen. Raumbild- und Farbaufnahmen. Oberkommando der Wehrmacht (= Die Soldaten des Führers im Felde / Wedel; Bd. 2). Raumbild-Verlag, München 1940.
- Stadt und Garnison Hannover. Ein Führer durch Vergangenheit und Gegenwart. Bernard & Graefe, Frankfurt am Main 1959.
- Hermann Teske (Hrsg.): Die Propagandatruppen der Deutschen Wehrmacht (= Die Wehrmacht im Kampf; Bd. 34). Vowinckel, Neckargemünd 1962.

Herausgeber
- Der Feldherr Adolf Hitler und seine Marschälle. Heling, Leipzig 1941.